# Corellidae
Famille
Les Corellidae sont une famille de tuniciers de la classe des ascidies, de l'ordre (ou sous-ordre) des Phlebobranchia.

## Liste des genres
Selon World Register of Marine Species (27 octobre 2015) :
- genre Abyssascidia Herdman, 1880
- genre Chelyosoma Broderip & Sowerby, 1830
- genre Clatripes Monniot & Monniot, 1976
- genre Corella Alder & Hancock, 1870
- genre Corelloides Oka, 1926
- genre Corellopsis Hartmeyer, 1903
- genre Corynascidia Herdman, 1882
- genre Dextrogaster Monniot, 1962
- genre Mysterascidia Monniot & Monniot, 1982
- genre Rhodosoma Ehrenberg, 1828
- genre Xenobranchion Ärnbäck-Christie-Linde, 1950